# Harderwijk
Harderwijk (Hardervic en français) est une ville et commune des Pays-Bas située dans la province de Gueldre. C'était un port de la Hanse spécialisé dans la pêche.

## Historique

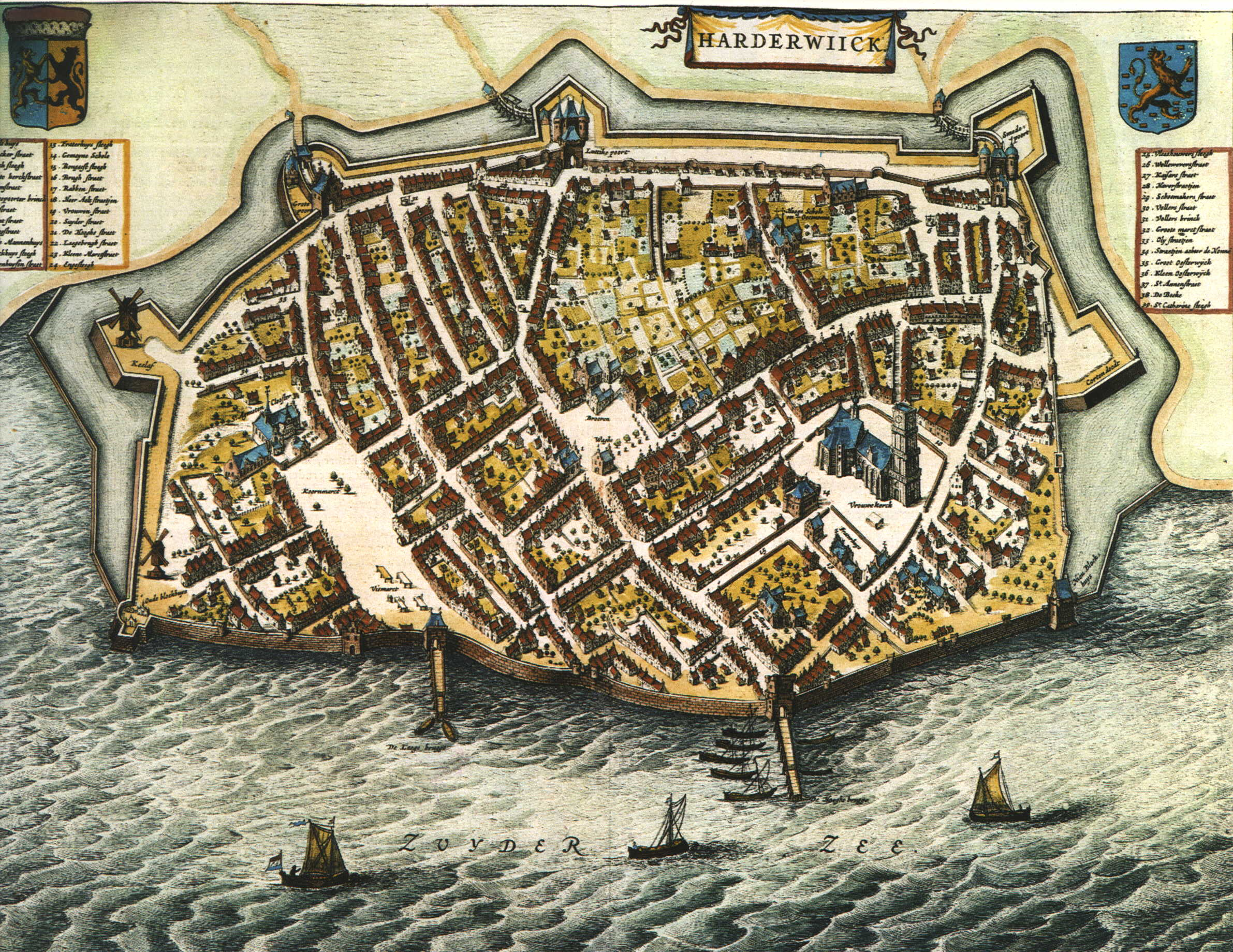
Plan de Harderwijk en 1652.

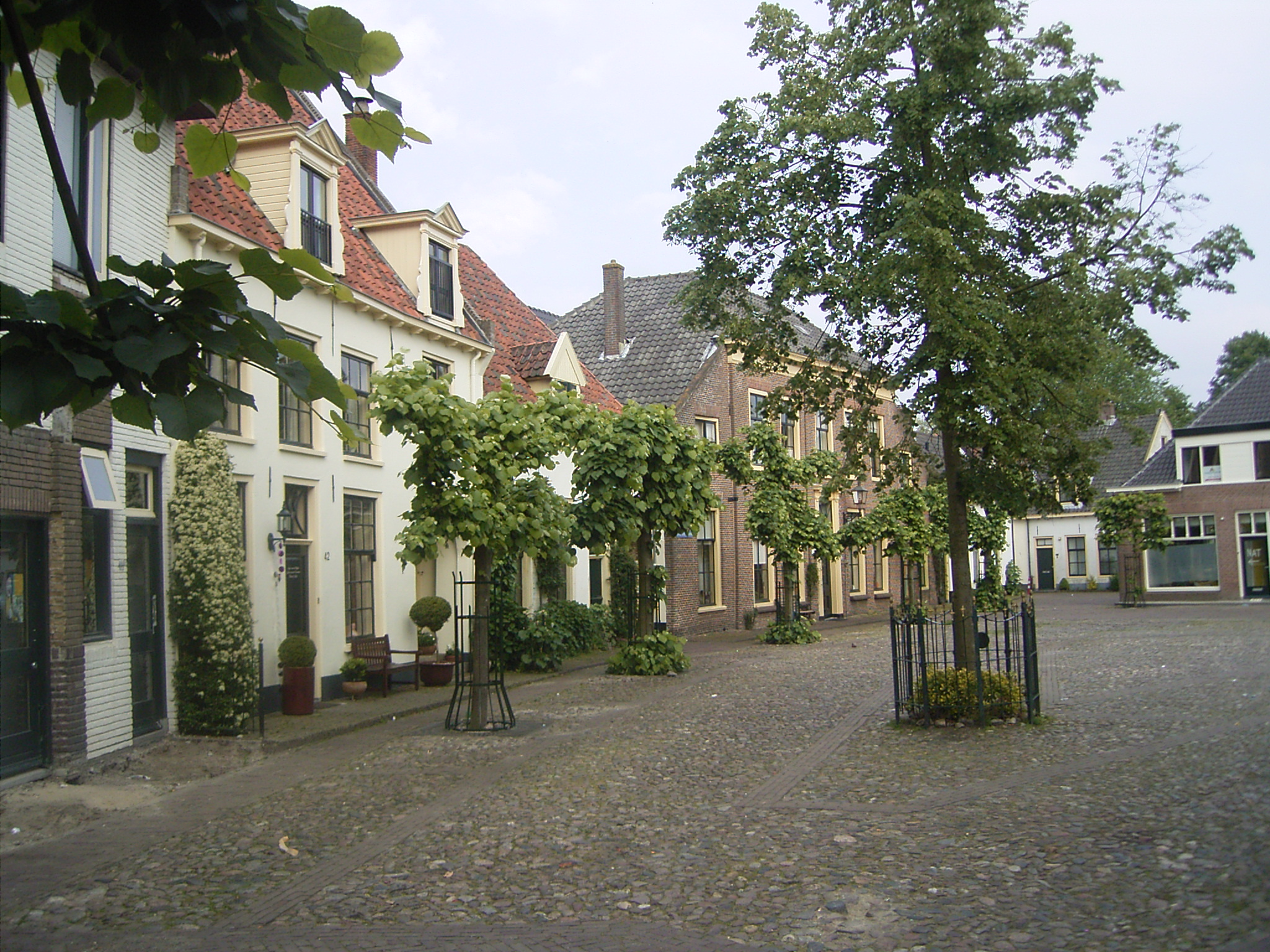
Une place de Harderwijk

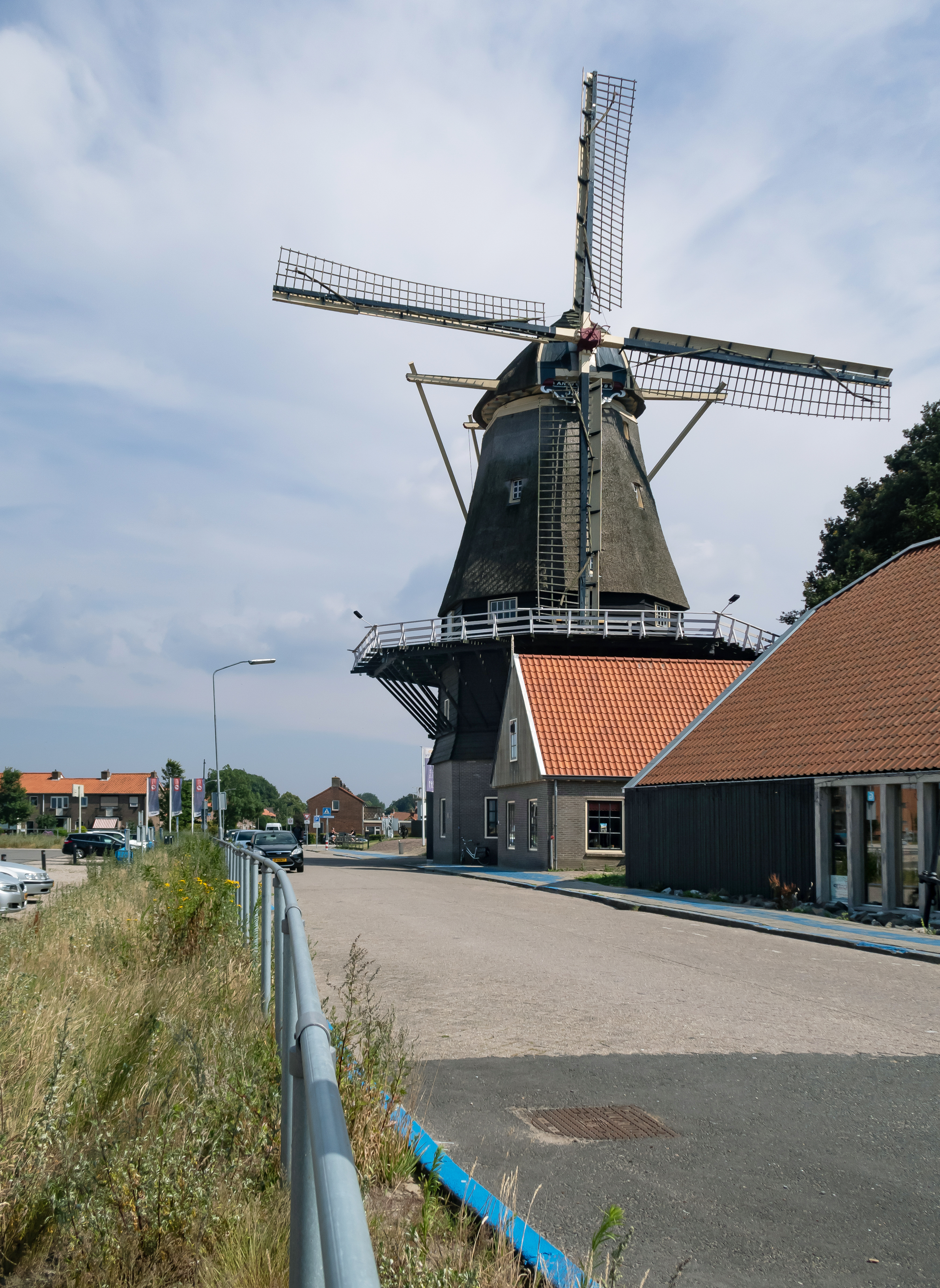
Moulin: windkorenmolen de Hoop

Harderwijk reçoit sa charte communale du comte Otton II de Gueldre en 1231. Un mur défensif entourant la ville est achevé à la fin du XIIIe siècle. Les parties les plus anciennes se trouvent à l'emplacement des actuelles rues Hoogstraat et Grote Poortstraat. Aux environs de 1315, la ville s'étend vers le sud, avec la construction de la Grote Kerk (grande église). Une deuxième extension, cette fois vers le nord, a lieu vers 1425. Le rempart existe toujours, plus particulièrement dans la partie occidentale de la ville, toutefois sans être entièrement dans sa forme originale. On y trouve notamment la porte Vischpoort.
L'université de Harderwijk a été en activité entre 1648 et 1811. Carl von Linné a été diplômé dans cet établissement. Mais cette université ainsi que celles de Zutphen et Franeker ont été dissoutes par Napoléon.
Jusqu'au milieu du XVIIe siècle, Harderwijk est membre de la ligue hanséatique. Elle est située sur ce qui était les rives du Zuiderzee (maintenant appelé IJsselmeer). Son économie reposait principalement sur la pêche et les activités de haute mer. Après 1932, le Zuiderzee a été fermé et séparé de la Mer du Nord pour des raisons de sécurité. Ainsi, il ne reste que quelques bateaux de pêche dans le port actuel, qui est surtout occupé par des yachts. L'évènement annuel Aaltjesdag (Jour de l'Anguille), célèbre l'importance première de l'industrie maritime à Harderwijk. On peut toujours trouver du poisson sur des étales et dans des restaurants tout au long de l'année sauf durant les mois d'hiver.
Aujourd'hui, Harderwijk est notamment connue pour son Dolfinarium, un parc de mammifères marins où des grands dauphins sont montrés lors de spectacles et bien d'autres animaux marins sont présentés.
Le 16 janvier 1871 le ballon monté Steenackers s'envole de la gare du Nord à Paris alors assiégé par les prussiens et termine sa course à Hierden près d'Harderwijk, après avoir parcouru 552 kilomètres.

## Politique et administration

### Liste des bourgmestres successifs
| Portrait                                                                  | Identité                                                       | Période         | Période  | Durée  | Étiquette                                        |
| Portrait                                                                  | Identité                                                       | Début           | Fin      | Durée  | Étiquette                                        |
| ------------------------------------------------------------------------- | -------------------------------------------------------------- | --------------- | -------- | ------ | ------------------------------------------------ |
| John Berends, 24 mai 2012.                                                | John Berends (d) (né le 26 avril 1956)                         | 2005            | 2012     | 7 ans  | Appel chrétien-démocrate                         |
| Pas de portrait sous licence libre disponible pour Annelies van der Kolk. | Par intérim : Annelies van der Kolk (d) (née le 28 avril 1953) | 2012            | 2013     | 1 an   | Union chrétienne                                 |
| Pas de portrait sous licence libre disponible pour Harm-Jan van Schaik.   | Harm-Jan van Schaik (d) (né le 25 juin 1976)                   | 11 janvier 2013 | 2023     | 10 ans | Appel chrétien-démocrate                         |
| Pas de portrait sous licence libre disponible pour Jeroen Joon.           | Par intérim : Jeroen Joon (d)                                  | 2023            | En cours | 2 ans  | Parti populaire pour la liberté et la démocratie |

## Population
Évolution de la population 

3 751 (1815)
4 829 (1830)
5 538 (1840)
5 640 (1849)
6 546 (1859)
6 336 (1869)
6 840 (1879)
7 298 (1889)
7 327 (1899)
7 289 (1909)
8 906 (1920)
8 661 (1930)
11 022 (1947)
17 650 (1960)
26 580 (1971)
30 937 (1980)
35 804 (1990)
40 186 (2000)
44 932 (2010)
45 973 (1er janvier 2016)
46 352 (1er janvier 2017)
46 832 (1er janvier 2018)
47 581 (1er janvier 2019)
48 414 (1er janvier 2020)
48 726 (1er janvier 2021)
50 000 (24 décembre 2024)
Évolution du nombre de ménages 

18 323 (1er janvier 2010)
18 748 (1er janvier 2011)
18 960 (1er janvier 2012)
19 089 (1er janvier 2013)
19 016 (1er janvier 2014)
19 264 (1er janvier 2015)

## Personnalités liées à la commune
- Bernard Nieuhoff (1747-1831), homme politique néerlandais

## Sports

### Équipes de la ville
Le rugby à XIII se développe dans la ville, avec la création d'un club, les dauphins de Harderwijk, qui dispute le Championnat des Pays-Bas de rugby à XIII.